# Universidad Europea de Canarias
La Universidad Europea de Canarias (UEC) es la primera institución de educación superior privada de las Islas Canarias (España). Comenzó su actividad en octubre de 2012, teniendo su sede en el municipio de La Orotava (Santa Cruz de Tenerife). Desde 2020 también cuenta con el campus de Santa Cruz de Tenerife.

## Historia
La universidad fue reconocida como universidad privada con sede en la Villa de la Orotava, Tenerife, por Ley 9/2010, de 15 de julio («BOC» n.º 146, de 27 de julio de 2010), y modificado su reconocimiento, en el concreto aspecto de las instalaciones y edificaciones para el desarrollo de sus actividades, por Ley 6/2015, de 26 de marzo.
Sus tres facultades y escuelas reconocidas en el anexo de la Ley 9/2010 fueron:
- Facultad de Ciencias Sociales
- Facultad de Ciencias de la Salud
- Escuela de Arquitectura